# Cristina von Spanien

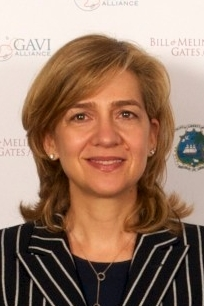
Infanta Cristina

Cristina Federica Victoria Antonia de Borbón y Grecia (Christina von Spanien genannt), Infantin von Spanien (* 13. Juni 1965 in Madrid), ist eine Tochter des früheren Königs Juan Carlos I. von Spanien und Sophias von Griechenland und die Schwester des jetzigen spanischen Königs Felipe VI.

## Leben

### Kindheit und Ausbildung
Cristina hat zwei Geschwister, Infantin Elena von Spanien und König Felipe VI. Sie wurde im Palacio de la Zarzuela durch den Erzbischof von Madrid getauft. Ihre Paten waren Alfons Jaime de Borbón und Infantin María Cristina von Spanien. Ihre höhere Schulbildung erhielt Cristina an der Santa María del Camino-Schule. 1984 begann sie an der Complutense-Universität in Madrid ein Studium der Politikwissenschaften, das sie 1989 erfolgreich abschloss. Damit war sie die erste Frau in der spanischen Königsfamilie mit einem abgeschlossenen Universitätsstudium. 
1990 absolvierte sie einen Masterstudiengang in Internationale Beziehungen an der New York University. Anschließend machte sie ein Praktikum bei der UNESCO in Paris. Sie spricht Katalanisch, Englisch, Französisch, Griechisch und Spanisch.

### Ehe und Familie
Am 4. Oktober 1997 heiratete Cristina in Barcelona den Spanier Iñaki Urdangarin, einen ehemaligen Handballspieler des FC Barcelona. Das Paar hat vier Kinder, die alle in Barcelona geboren sind: 
- Juan Valentín de Todos los Santos Urdangarin y de Borbón (* 29. September 1999)
- Pablo Nicolás Sebastian Urdangarin y de Borbón (* 6. Dezember 2000)
- Miguel de Todos los Santos Urdangarin y de Borbón (* 30. April 2002)
- Irene Urdangarin y de Borbón (* 5. Juni 2005).

In der spanischen Thronfolge steht Cristina an sechster Stelle. Auf den Plätzen sieben bis zehn folgen ihre Kinder. Sie ist von der britischen Thronfolge, wie das gesamte spanische Königshaus, ausgeschlossen, da sie katholisch ist.
Mit ihrer Familie lebte sie bis 2013 in Barcelona. Um sich und ihre Kinder vor Anfeindungen durch die spanische Öffentlichkeit im Zusammenhang mit der Korruptionsaffäre zu entziehen, siedelte sie mit den vier Kindern 2013 nach Genf in die Schweiz um. Ihr Ehemann blieb aufgrund der Ermittlungen der Behörden gegen ihn in Spanien.

### Korruptionsaffäre
Im Zuge der Ermittlungen gegen ihren Ehemann Iñaki Urdangarin wegen Verdachts auf Unterschlagung, Korruption, Geldwäsche, Urkundenfälschung, Steuerbetrug und Sozialversicherungsbetrug seit 2006 bekam Cristina eine Gerichtsvorladung für den 27. April 2013, die aber zunächst wieder ausgesetzt wurde. Urdangarin wurde vorgeworfen, über die vorgeblich gemeinnützige Stiftung Nóos öffentliche Gelder in Millionenhöhe veruntreut zu haben. Cristina hatte als Vorstandsmitglied von Nóos viele Dokumente mitunterzeichnet. Es gab Hinweise, dass sie wusste, dass ihr Mann ihren Namen und Status für Geschäfte nutzte. Ein Notar erklärte ihre Funktion im Vorstand von Nóos: Sie sei „ein Schutzschild gegenüber dem Finanzamt“ gewesen. Über ein Netz von Konten in der Schweiz und Scheinfirmen, die Urdangarin aufbaute, um die Geldabflüsse zu verschleiern, kanalisierte er die Gelder, um sie dann für private Ausgaben zu nutzen. Cristina firmierte in einigen der von Urdangarin und seinem Geschäftspartner Diego Torres aufgezogenen Scheinfirmen als Gesellschafterin und war Mitglied des Aufsichtsrates. Dazu gehörte auch die Tarnfirma Aizoon, die sie gemeinsam gründeten und an der sie zu jeweils 50 Prozent beteiligt waren. Über diese bezahlte Cristina zum Beispiel Luxuspartys, Safaris in Südafrika und die Renovierung der Luxusvilla der Familie in Barcelona.
Erst in einem zweiten Anlauf schaffte es der Ermittlungsrichter José Castro aus Palma, Cristina anzuklagen. Am 8. Februar 2014 schließlich musste sie sich vor dem Gericht den Fragen stellen. Zum ersten Mal in der Geschichte der Monarchie war ein Mitglied der Königsfamilie zur Aussage vor Gericht geladen worden. Dabei konnte Cristina nicht darauf hoffen, Immunität zu erhalten, da nach der spanischen Verfassung die Nachkommen des Monarchen normalen Bürgern gleichgestellt sind. Dafür übte sie mehrere Tage lang mit ihren Anwälten das Kreuzverhör. Knapp zwei Wochen später wurde die Mitschrift publik; auf die 400 Fragen erhielt der Ermittlungsrichter „zu 95 Prozent Ausflüchte“.
Der Skandal um Cristinas Ehemann Urdangarín und das Verfahren gegen sie sowie die Elefantenjagdaffäre inmitten der Finanzkrise 2012 beschädigten das Ansehen der Monarchie erheblich. Wie erheblich, belegte der Zensurskandal aus der Universitätsstadt Salamanca in Kastilien-León. Dort sollten Werke gezeigt werden, die die Korruption anprangern. Zwei davon waren Öl-Gemälde von Ausín Sáinz im Stil alter Herrscherporträts: ein Porträt galt dem Premierminister Mariano Rajoy, der in eine Schwarzgeldaffäre involviert war, ein Porträt war der Infantin Cristina gewidmet – statt einer Krone malte der Künstler ihr ein Häufchen Kot auf den Kopf. Im Juni 2014 hat die Casa Real Cristina de Borbóns Profil von ihrer Webseite gelöscht, da sie mittlerweile nicht mehr als offizielles Mitglied der spanischen Königsfamilie anerkannt wird.
Zusätzlich wurde ihr der von ihrem Vater 1997 verliehene Titel Herzogin von Palma de Mallorca am 12. Juni 2015 durch ihren Bruder König Felipe VI aberkannt.
Die Korruptionsaffäre um die Königsfamilie und in der regierenden Volkspartei Partido Popular trugen bei, dass das Land Spanien auf dem weltweiten Korruptionsindex von Transparency International um zehn Plätze auf Rang 40 abrutschte.
Das Korruptionsverfahren begann am 11. Januar 2016 in Palma, Cristina von Spanien war eine der achtzehn Angeklagten im Strafprozess. Der Staatsanwalt plädierte zum Prozessauftakt dafür, das Verfahren gegen die Infantin einzustellen, weil er keine Indizien für die ihr zur Last gelegten Steuerhinterziehung sehe. Mitte Februar 2017 wurde sie freigesprochen, Urdangarín hingegen zu einer Freiheitsstrafe von sechs Jahren und drei Monaten sowie einer Geldstrafe verurteilt.

## Aufgaben und Interessen

### Aufgaben und Ämter
Die Infantin unterstützt eine Reihe von wohltätigen Organisationen in Spanien, Europa und Lateinamerika. So ist sie Präsidentin der Internationalen Stiftung für behinderte Segler. Seit 2001 ist sie wie ihre Eltern Mitglied der Bilderberg-Konferenz. Sie ist Mitglied des Verwaltungsrats der Dalí Stiftung.
Cristina ist außerdem Ehrenpräsidentin der spanischen Kommission der UNESCO. Hier betreut sie vor allem Bildungsprojekte, die den Schutz der Natur und der Kultur zum Ziel haben. Im Oktober 2001 wurde sie zum UN-Botschafter des guten Willens bei den Vereinten Nationen ernannt.
Sie ist seit 1993 für die gemeinnützige spanische Stiftung Fundación Bancaria “la Caixa” tätig und ist seit 2013 für die Koordination der Programme verantwortlich, die die Stiftung in Zusammenarbeit mit verschiedenen UN-Organisationen mit Sitz in Genf durchführt. Seit 2013 ist sie auch für die Aga-Khan-Stiftung mit Sitz in Genf tätig.

### Interessen
Die Infantin gilt als sehr sportlich, sie segelt gern und fährt Ski. Sie nahm an mehreren Wettkämpfen im Segeln teil. 1988 war sie Mitglied der spanischen Olympiamannschaft im Segeln bei den Olympischen Spielen in Seoul. Bei der Eröffnungszeremonie trug sie die Fahne der spanischen Mannschaft, vier Jahre später 1992 in Barcelona wurde ihrem Bruder Felipe diese Ehre zuteil.

## Ehrungen
- 1983: Orden de Isabel la Católica, Großkreuz
- 1985: Falkenorden, Großkreuz
- 1985: Orden von Oranien-Nassau, Großkreuz
- 1986: Orden vom Quetzal, Großkreuz
- 1987: Weißer Elefantenorden, Großcordon
- 1988: Orden Karls III.
- 1988: Christusorden (Portugal), Großkreuz
- 1994: Leopoldsorden (Belgien), Großkreuz
- 1994: Orden der Edlen Krone, Großkreuz
- 1995: Sankt-Olav-Orden, Großkreuz
- 1996: Orden des Infanten Dom Henrique, Großkreuz
- 1997: Herzogin von Palma de Mallorca (am 12. Juni 2015 durch ihren Bruder, König Felipe VI, wieder aberkannt)
- 1997: Großes Goldenes Ehrenzeichen am Bande für Verdienste um die Republik Österreich[18]
- 2000: Nishan al-Kamal
- 2001: Militär- und Zivildienst-Orden Adolphs von Nassau, Großkreuz
- 2005: Orden der Ehre (Griechenland), Großkreuz